# Hercostomus nudus
Hercostomus nudus är en tvåvingeart som beskrevs av Yang 1996. Hercostomus nudus ingår i släktet Hercostomus och familjen styltflugor.
Artens utbredningsområde är Sichuan (Kina). Inga underarter finns listade i Catalogue of Life.